# Bataille d'Aguioncha
La Bataille d'Aguioncha ou Aguiuncias, point culminant d'une guerre civile Galicienne–Portugaise dans le Royaume de León, se déroule sur la colline appelée Aguioncha sur la rivière Salas dans la province d'Ourense entre deux factions aristocratiques. Le chef de la faction victorieuse était le comte portugais Gonzalo Menéndez, celui des vaincus était le comte galicien Rodrigo Velázquez.
Rodrigo est généralement considéré comme l'un des dirigeants du parti qui a soutenu Sanche Ier et son fils Ramire III dans les guerres pour la succession léonaise qui ont commencé au fin des années 950 et s'est poursuivi jusque dans les années 980 . Le principal clan rival était dirigé par Gonzalo et soutenait d'abord Ordoño III et plus tard son fils Bermude II. L'absence de Rodrigo de la cour pendant six ans au total sous les règnes de Sanche Ier et Ramire III, et sa relative fréquence dans les diplomaties d'Ordoño III, ne conforte pas l'hypothèse qu'il était une créature du premier, comme le dit M. R. García Álvarez le croyait . La rivalité entre les deux familles avait davantage à voir avec une dispute entre la mère de Gonzalo, Mumadona Dias, abbesse de Guimarães, et un parent de Rodrigo, Guntroda, abbesse de Pazóo . Guntroda s'était approprié le monastère de Santa Comba, qui appartenait à un moine nommé Odoino, qui a fait appel à Mumadona Dias pour obtenir son soutien. Elle a envoyé ses fils Gonzalo et Ramiro pour forcer Guntroda à le restituer « volens nolens » (qu'il le veuille ou non).
La date de la bataille est contestée. Cela peut avoir eu lieu en 966 ou 967, pendant la régence d'Elvira Ramírez. Si tel est le cas, les deux chefs d'accusation ont été réconciliés en 968. Justo Pérez de Urbel a soutenu que l'absence de Rodrigo et Gonzalo du tribunal pendant la régence d'Elvira était la preuve que pendant cette période ils étaient de facto indépendants, mais ils étaient à León le 20 septembre 968 pour la confirmation d'un noble don à l'abbaye de Sobrado . En revanche, cela pourrait s'être produit entre 970 et 974. Gonzalo se brouilla avec Ramiro III en 968 après ce dernier il refusa d'agir contre les Vikings qui ravageaient alors la Galice et le Portugal. Les tensions qui en résultent entre les familles sont évoquées dès le 1er octobre 982 dans un document qui se lit notamment : 

« Defuncto autem Santio principe accepte regnum eius germana sua domna Gilvira et perunctus es in regno filius ipsius Sanctionis nomine Ranemirus. . . Tunc in illis diebus excitaverunt gallecos inter sedicionem comites duo, unum Rudericum Velasconiz et alterum Gundisalvum Menendiz. . . »

Prince Sancho mort, sa sœur la dame Elvira reçut le royaume et ointe dans le royaume était le fils de ce Sancho, nommé Ramiro. . . Puis, à cette époque, deux chefs d'accusation en dissension parmi les Galiciens levèrent des armées entre eux, l'un Rodrigo Velázquez et l'autre Gonzalo Menéndez. . .